# Kenji Komata
Kenji Komata (古俣 健次 Komata Kenji?), född 15 juli 1964 i Niigata prefektur, är en japansk tidigare fotbollsspelare.
Komata började sin karriär 1987 i Yamaha Motors (Júbilo Iwata). Med Yamaha Motors vann han japanska ligan 1987/88. 1996 flyttade han till Albireo Niigata (Albirex Niigata). Han avslutade karriären 1998.